# 신한라이프생명보험
신한라이프생명보험은 2021년 7월, 신한생명보험과 오렌지라이프가 통합되어 탄생한 신한금융그룹에서 운영하는 대한민국의 보험회사이다.

## 연혁
- 1987년 오렌지라이프, 조지아생명보험으로 설립
- 1990년 신한생명, 신한생명보험으로 설립
- 1991년 오렌지라이프, 사명을 조지아생명보험에서 네덜란드생명보험으로 변경
- 1999년 오렌지라이프, 사명을 네덜란드생명보험에서 ING생명보험으로 변경
- 2012년 오렌지라이프, ING그룹이 한국법인 매각 추진
- 2013년 오렌지라이프, 대주주가 MBK 파트너스로 변경
- 2017년 오렌지라이프, 한국증권거래소 상장
- 2018년 오렌지라이프, 사명을 ING생명보험에서 오렌지라이프생명보험으로 변경
- 2019년 오렌지라이프, 대주주가 신한금융지주로 변경
- 2020년 오렌지라이프, 신한금융지주 완전자회사 편입
- 2021년 오렌지라이프와 합병, 사명을 오렌지라이프생명보험에서 신한라이프생명보험으로 변경